# Список астероїдів (177201—177300)
| Назва               | Тимчасове позначення | Дата відкриття    | Місце відкриття           | Відкривач          |
| ------------------- | -------------------- | ----------------- | ------------------------- | ------------------ |
| (177201) 2003 UZ86  | 2003 UZ86            | 18 жовтня 2003    | Паломарська обсерваторія  | NEAT               |
| (177202) 2003 UJ91  | 2003 UJ91            | 20 жовтня 2003    | Сокорро (Нью-Мексико)     | LINEAR             |
| (177203) 2003 UF92  | 2003 UF92            | 20 жовтня 2003    | Паломарська обсерваторія  | NEAT               |
| (177204) 2003 UP96  | 2003 UP96            | 18 жовтня 2003    | Паломарська обсерваторія  | NEAT               |
| (177205) 2003 UU98  | 2003 UU98            | 19 жовтня 2003    | Обсерваторія Кітт-Пік     | Spacewatch         |
| (177206) 2003 US103 | 2003 US103           | 20 жовтня 2003    | Обсерваторія Кітт-Пік     | Spacewatch         |
| (177207) 2003 UQ105 | 2003 UQ105           | 18 жовтня 2003    | Обсерваторія Кітт-Пік     | Spacewatch         |
| (177208) 2003 UK109 | 2003 UK109           | 19 жовтня 2003    | Обсерваторія Кітт-Пік     | Spacewatch         |
| (177209) 2003 UD117 | 2003 UD117           | 21 жовтня 2003    | Сокорро (Нью-Мексико)     | LINEAR             |
| (177210) 2003 UE134 | 2003 UE134           | 20 жовтня 2003    | Паломарська обсерваторія  | NEAT               |
| (177211) 2003 UZ140 | 2003 UZ140           | 17 жовтня 2003    | Станція Кампо Імператоре  | CINEOS             |
| (177212) 2003 UN145 | 2003 UN145           | 18 жовтня 2003    | Станція Андерсон-Меса     | LONEOS             |
| (177213) 2003 UT147 | 2003 UT147           | 18 жовтня 2003    | Обсерваторія Кітт-Пік     | Spacewatch         |
| (177214) 2003 UX154 | 2003 UX154           | 20 жовтня 2003    | Обсерваторія Кітт-Пік     | Spacewatch         |
| (177215) 2003 UO159 | 2003 UO159           | 20 жовтня 2003    | Обсерваторія Кітт-Пік     | Spacewatch         |
| (177216) 2003 UX164 | 2003 UX164           | 21 жовтня 2003    | Паломарська обсерваторія  | NEAT               |
| (177217) 2003 UA173 | 2003 UA173           | 20 жовтня 2003    | Паломарська обсерваторія  | NEAT               |
| (177218) 2003 UL174 | 2003 UL174           | 21 жовтня 2003    | Паломарська обсерваторія  | NEAT               |
| (177219) 2003 UO175 | 2003 UO175           | 21 жовтня 2003    | Станція Андерсон-Меса     | LONEOS             |
| (177220) 2003 UN188 | 2003 UN188           | 22 жовтня 2003    | Сокорро (Нью-Мексико)     | LINEAR             |
| (177221) 2003 UW196 | 2003 UW196           | 21 жовтня 2003    | Обсерваторія Кітт-Пік     | Spacewatch         |
| (177222) 2003 UJ208 | 2003 UJ208           | 22 жовтня 2003    | Обсерваторія Кітт-Пік     | Spacewatch         |
| (177223) 2003 UT208 | 2003 UT208           | 22 жовтня 2003    | Обсерваторія Кітт-Пік     | Spacewatch         |
| (177224) 2003 UL218 | 2003 UL218           | 21 жовтня 2003    | Сокорро (Нью-Мексико)     | LINEAR             |
| (177225) 2003 UN218 | 2003 UN218           | 21 жовтня 2003    | Сокорро (Нью-Мексико)     | LINEAR             |
| (177226) 2003 UE224 | 2003 UE224           | 22 жовтня 2003    | Сокорро (Нью-Мексико)     | LINEAR             |
| (177227) 2003 UV232 | 2003 UV232           | 24 жовтня 2003    | Сокорро (Нью-Мексико)     | LINEAR             |
| (177228) 2003 UB234 | 2003 UB234           | 24 жовтня 2003    | Сокорро (Нью-Мексико)     | LINEAR             |
| (177229) 2003 UL236 | 2003 UL236           | 22 жовтня 2003    | Обсерваторія Галеакала    | NEAT               |
| (177230) 2003 UQ243 | 2003 UQ243           | 24 жовтня 2003    | Сокорро (Нью-Мексико)     | LINEAR             |
| (177231) 2003 UE246 | 2003 UE246           | 24 жовтня 2003    | Сокорро (Нью-Мексико)     | LINEAR             |
| (177232) 2003 UY250 | 2003 UY250           | 25 жовтня 2003    | Сокорро (Нью-Мексико)     | LINEAR             |
| (177233) 2003 UC252 | 2003 UC252           | 26 жовтня 2003    | Каталінський огляд        | Каталінський огляд |
| (177234) 2003 UU252 | 2003 UU252           | 26 жовтня 2003    | Обсерваторія Кітт-Пік     | Spacewatch         |
| (177235) 2003 UK259 | 2003 UK259           | 25 жовтня 2003    | Сокорро (Нью-Мексико)     | LINEAR             |
| (177236) 2003 UV265 | 2003 UV265           | 27 жовтня 2003    | Обсерваторія Галеакала    | NEAT               |
| (177237) 2003 UH266 | 2003 UH266           | 28 жовтня 2003    | Сокорро (Нью-Мексико)     | LINEAR             |
| (177238) 2003 UK267 | 2003 UK267           | 28 жовтня 2003    | Сокорро (Нью-Мексико)     | LINEAR             |
| (177239) 2003 UK269 | 2003 UK269           | 29 жовтня 2003    | Сокорро (Нью-Мексико)     | LINEAR             |
| (177240) 2003 UP269 | 2003 UP269           | 29 жовтня 2003    | Сокорро (Нью-Мексико)     | LINEAR             |
| (177241) 2003 UF276 | 2003 UF276           | 29 жовтня 2003    | Каталінський огляд        | Каталінський огляд |
| (177242) 2003 UR276 | 2003 UR276           | 30 жовтня 2003    | Сокорро (Нью-Мексико)     | LINEAR             |
| (177243) 2003 UH281 | 2003 UH281           | 28 жовтня 2003    | Сокорро (Нью-Мексико)     | LINEAR             |
| (177244) 2003 VA1   | 2003 VA1             | 5 листопада 2003  | Сокорро (Нью-Мексико)     | LINEAR             |
| (177245) 2003 WB    | 2003 WB              | 17 листопада 2003 | Обсерваторія Столова Гора | Дж. Янґ            |
| (177246) 2003 WZ6   | 2003 WZ6             | 18 листопада 2003 | Паломарська обсерваторія  | NEAT               |
| (177247) 2003 WY8   | 2003 WY8             | 16 листопада 2003 | Обсерваторія Кітт-Пік     | Spacewatch         |
| (177248) 2003 WC10  | 2003 WC10            | 18 листопада 2003 | Обсерваторія Кітт-Пік     | Spacewatch         |
| (177249) 2003 WL11  | 2003 WL11            | 18 листопада 2003 | Паломарська обсерваторія  | NEAT               |
| (177250) 2003 WP11  | 2003 WP11            | 18 листопада 2003 | Паломарська обсерваторія  | NEAT               |
| (177251) 2003 WD12  | 2003 WD12            | 18 листопада 2003 | Паломарська обсерваторія  | NEAT               |
| (177252) 2003 WX14  | 2003 WX14            | 16 листопада 2003 | Обсерваторія Кітт-Пік     | Spacewatch         |
| (177253) 2003 WL18  | 2003 WL18            | 19 листопада 2003 | Сокорро (Нью-Мексико)     | LINEAR             |
| (177254) 2003 WM18  | 2003 WM18            | 19 листопада 2003 | Сокорро (Нью-Мексико)     | LINEAR             |
| (177255) 2003 WC25  | 2003 WC25            | 20 листопада 2003 | Сокорро (Нью-Мексико)     | LINEAR             |
| (177256) 2003 WA30  | 2003 WA30            | 18 листопада 2003 | Обсерваторія Кітт-Пік     | Spacewatch         |
| (177257) 2003 WP32  | 2003 WP32            | 18 листопада 2003 | Обсерваторія Кітт-Пік     | Spacewatch         |
| (177258) 2003 WX39  | 2003 WX39            | 19 листопада 2003 | Обсерваторія Кітт-Пік     | Spacewatch         |
| (177259) 2003 WT55  | 2003 WT55            | 20 листопада 2003 | Сокорро (Нью-Мексико)     | LINEAR             |
| (177260) 2003 WM56  | 2003 WM56            | 20 листопада 2003 | Сокорро (Нью-Мексико)     | LINEAR             |
| (177261) 2003 WF57  | 2003 WF57            | 18 листопада 2003 | Паломарська обсерваторія  | NEAT               |
| (177262) 2003 WA58  | 2003 WA58            | 18 листопада 2003 | Обсерваторія Кітт-Пік     | Spacewatch         |
| (177263) 2003 WY59  | 2003 WY59            | 18 листопада 2003 | Паломарська обсерваторія  | NEAT               |
| (177264) 2003 WQ64  | 2003 WQ64            | 19 листопада 2003 | Обсерваторія Кітт-Пік     | Spacewatch         |
| (177265) 2003 WX75  | 2003 WX75            | 19 листопада 2003 | Сокорро (Нью-Мексико)     | LINEAR             |
| (177266) 2003 WK88  | 2003 WK88            | 24 листопада 2003 | Сокорро (Нью-Мексико)     | LINEAR             |
| (177267) 2003 WM92  | 2003 WM92            | 18 листопада 2003 | Паломарська обсерваторія  | NEAT               |
| (177268) 2003 WF95  | 2003 WF95            | 19 листопада 2003 | Станція Андерсон-Меса     | LONEOS             |
| (177269) 2003 WV101 | 2003 WV101           | 21 листопада 2003 | Сокорро (Нью-Мексико)     | LINEAR             |
| (177270) 2003 WB114 | 2003 WB114           | 20 листопада 2003 | Сокорро (Нью-Мексико)     | LINEAR             |
| (177271) 2003 WJ117 | 2003 WJ117           | 20 листопада 2003 | Сокорро (Нью-Мексико)     | LINEAR             |
| (177272) 2003 WO122 | 2003 WO122           | 20 листопада 2003 | Сокорро (Нью-Мексико)     | LINEAR             |
| (177273) 2003 WW126 | 2003 WW126           | 20 листопада 2003 | Сокорро (Нью-Мексико)     | LINEAR             |
| (177274) 2003 WM129 | 2003 WM129           | 21 листопада 2003 | Сокорро (Нью-Мексико)     | LINEAR             |
| (177275) 2003 WH132 | 2003 WH132           | 19 листопада 2003 | Обсерваторія Кітт-Пік     | Spacewatch         |
| (177276) 2003 WB135 | 2003 WB135           | 21 листопада 2003 | Сокорро (Нью-Мексико)     | LINEAR             |
| (177277) 2003 WN135 | 2003 WN135           | 21 листопада 2003 | Сокорро (Нью-Мексико)     | LINEAR             |
| (177278) 2003 WR138 | 2003 WR138           | 21 листопада 2003 | Сокорро (Нью-Мексико)     | LINEAR             |
| (177279) 2003 WD142 | 2003 WD142           | 21 листопада 2003 | Сокорро (Нью-Мексико)     | LINEAR             |
| (177280) 2003 WY142 | 2003 WY142           | 23 листопада 2003 | Сокорро (Нью-Мексико)     | LINEAR             |
| (177281) 2003 WE149 | 2003 WE149           | 24 листопада 2003 | Сокорро (Нью-Мексико)     | LINEAR             |
| (177282) 2003 WQ151 | 2003 WQ151           | 28 листопада 2003 | Обсерваторія Сендлот      | Ґері Гаґ           |
| (177283) 2003 WG152 | 2003 WG152           | 28 листопада 2003 | Обсерваторія Кітт-Пік     | Spacewatch         |
| (177284) 2003 WS152 | 2003 WS152           | 26 листопада 2003 | Сокорро (Нью-Мексико)     | LINEAR             |
| (177285) 2003 WE155 | 2003 WE155           | 26 листопада 2003 | Обсерваторія Кітт-Пік     | Spacewatch         |
| (177286) 2003 WX162 | 2003 WX162           | 30 листопада 2003 | Обсерваторія Кітт-Пік     | Spacewatch         |
| (177287) 2003 WF166 | 2003 WF166           | 20 листопада 2003 | Сокорро (Нью-Мексико)     | LINEAR             |
| (177288) 2003 XF    | 2003 XF              | 3 грудня 2003     | Сокорро (Нью-Мексико)     | LINEAR             |
| (177289) 2003 XA1   | 2003 XA1             | 1 грудня 2003     | Обсерваторія Кітт-Пік     | Spacewatch         |
| (177290) 2003 XD1   | 2003 XD1             | 1 грудня 2003     | Обсерваторія Кітт-Пік     | Spacewatch         |
| (177291) 2003 XR6   | 2003 XR6             | 3 грудня 2003     | Сокорро (Нью-Мексико)     | LINEAR             |
| (177292) 2003 XA12  | 2003 XA12            | 14 грудня 2003    | Сокорро (Нью-Мексико)     | LINEAR             |
| (177293) 2003 XM12  | 2003 XM12            | 14 грудня 2003    | Паломарська обсерваторія  | NEAT               |
| (177294) 2003 XO17  | 2003 XO17            | 15 грудня 2003    | Обсерваторія Кітт-Пік     | Spacewatch         |
| (177295) 2003 XX17  | 2003 XX17            | 14 грудня 2003    | Обсерваторія Кітт-Пік     | Spacewatch         |
| (177296) 2003 XK19  | 2003 XK19            | 15 грудня 2003    | Сокорро (Нью-Мексико)     | LINEAR             |
| (177297) 2003 XD28  | 2003 XD28            | 1 грудня 2003     | Обсерваторія Кітт-Пік     | Spacewatch         |
| (177298) 2003 XP30  | 2003 XP30            | 1 грудня 2003     | Обсерваторія Кітт-Пік     | Spacewatch         |
| (177299) 2003 YB1   | 2003 YB1             | 17 грудня 2003    | Сокорро (Нью-Мексико)     | LINEAR             |
| (177300) 2003 YH4   | 2003 YH4             | 16 грудня 2003    | Каталінський огляд        | Каталінський огляд |